# غزوة خيبر
غَزْوَةُ خَيْبَر هي معركة جرت بين المسلمين وبين اليهود. ذكر ابن إسحاق أنها كانت في محرم من السنة السابعة للهجرة، وذكر الواقدي أنها كانت في صفر أو ربيع الأول من السنة السابعة للهجرة، بعد العودة من صلح الحديبية، وذهب ابن سعد إلى أنها في جمادى الأولى سنة سبعٍ، وقال الإمامان الزهري ومالك: إنها في محرم من السنة السادسة، وقد رجح ابن حجر قول ابن إسحاق على قول الواقدي.

## معالم الغزوة
كانت الغزوة بعد عشرين يوماً من صلح الحديبية، وكان عدد المقاتلين المسلمين وقتها ألف وثمان مائة مقاتل فقط لأن النبي محمد قرر أن يقاتل معه في هذه المعركة كل من كان في صلح الحديبية فقط وهم الذين سوف يُقسم عليهم الغنائم أما من زاد عليهم فله ثواب الجهاد فقط وليس له غنائم. وهي التي فيها قال: «لأعطين الراية غداً رجلاً يحبُ الله ورسوله ويُحبُّه الله ورسوله يفتح الله عليه وليس بفرار»، فلما كان من الغد دعا علياً وهو أرمد شديد الرمد فقال:«سر»، فقال: يا رسول الله ما أبصر موضع قدمي، فتفل الرسول في عينيه وعقد له اللواء ودفع إليه الراية وقال: «خذ هذه الراية فامض بها حتى يفتح الله عليك» فقال: على ما أقاتلهم يا رسول الله قال:«على أن يشهدوا أن لا اله إلا الله وأني رسول الله فإذا فعلوا ذلك فقد حقنوا دماءهم وأموالهم إلاّ بحقها وحسابهم عند الله تعالى».
إن هذه الغزوة توضح معلمًا عامًا لخطة المصطفى لتوحيد جزيرة العرب تحت راية الإسلام، وتحويلها إلى قاعدة لنشر الإسلام في العالمين، فقد خطط محمد ألا يسير إلى مكة إلا بعد أن يكون قد مهد شمال الحجاز إلى حدود الشام، وأن تكون الخطوة الأخيرة هي خيبر وغيرها من المراكز اليهودية شمال الحجاز وخاصة خيبر وفدك ووادي القرى؛ ليحرم القبائل المحيطة به من أي مركز يمكن أن يعتمدوا عليه في مهاجمة الدولة الإسلامية الناشئة.

### مدينة خيبر
مدينة خيبر هي مدينة مليئة بالحصون وبها ماء من تحت الأرض وطعام يكفيها سنوات وبها عشرة آلاف مقاتل من اليهود منهم آلاف يجيدون الرمي، وكانت خيبر ممتلئة بالمال وكان اليهود يعملون بالربا مع جميع البلدان.
كانت خيبر هي وكر الدس والتآمر، ومركز الاستفزازات العسكرية، ومعدن التحرشات وإثارة الحروب، فلا ننسى أن أهل خيبر هم الذين حزبوا الأحزاب ضد المسلمين، وأثاروا بني قريظة على الغدر والخيانة، ثم أخذوا في الاتصال بالمنافقين - الطابور الخامس في المجتمع الإسلامي - وبغطفان وأعراب البادية، وكانوا هم أنفسهم يستعدون للقتال، وقد عاش المسلمون بسببهم محنًا متواصلة، اضطرت المسلمين إلى الفتك ببعض رؤوسهم أمثال سلام بن أبي الحقيق وأسير بن زارم، ولكن كان لابد من عمل أكبر من ذلك إزاء هؤلاء اليهود، وما كان يمنع النبي من مجابهتهم إلا وجود عدو أكبر وأقوى وألد ألا وهو قريش.
اختلفت تلك الغزوة عما قبلها من غزوات؛ إذ أنها أول غزوة تأتى بعد وقعة بني قريظة وصلح الحديبية لتدل بذلك على أن الدعوة الإسلامية قد دخلت مرحلة جديدة من بعد صلح الحديبية.

## دوافع الغزوة
لما اطمأن رسول الله ﷺ من أقوى أجنحة الأحزاب الثلاثة، وهو قريش، وأمن منه تماماً بعد صلح الحديبية أراد أن يحاسب الجناحين الباقيين ـ اليهود وقبائل نجد ـ حتى يتم الأمن والسلام، ويسود الهدوء في المنطقة، ويفرغ المسلمون من الصراع الدامي المتواصل إلى تبليغ رسالة الله والدعوة إليه. ولما كانت خيبر هي وكرة الدس والتآمر ومركز الاستفزازات العسكرية، ومعدن التحرشات وإثارة الحروب، كانت هي الجديرة بالتفات المسلمين أولًا.

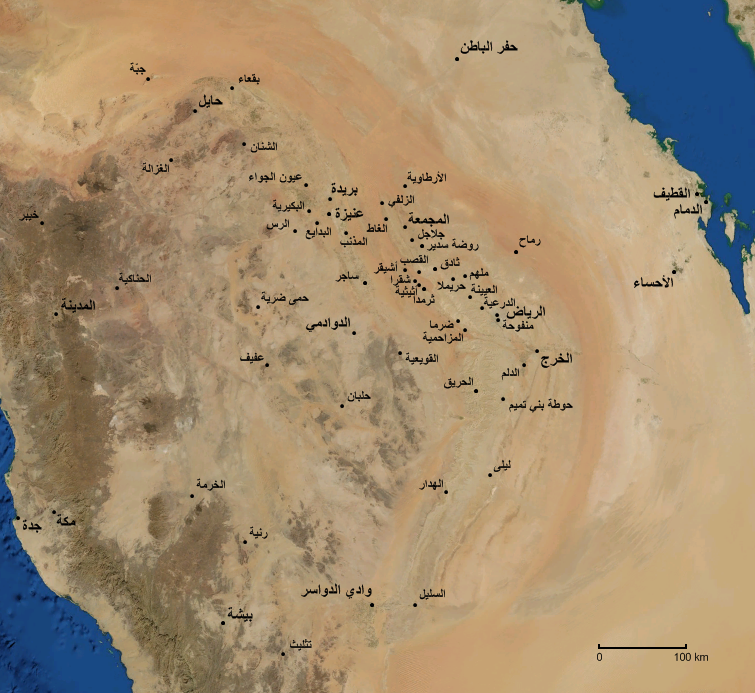
خريطة تبين بعض أهم المدن والقرى والهجر الواقعة على هضبة نجد بالإضافة إلى بعض الحواضر والمدن المجاورة.

## معوقات
إن الجديد في تلك الغزوة وما يختلف عن الغزوات السابقة، هي حصون اليهود وقلاعهم التي أقاموا بها، فمحاولة الهجوم عليهم تتطلب جهداً ضخماً وتعبئة مناسبة ومؤونة كافية للجيش لفترة طويلة، والمسلمون لا يملكون هذه الطاقات في مقابل اليهود الذي قيل عنهم: «وهم أهل الحصون التي لا ترام، وسلاح وطعام كثير، ولو حصروا لسنين لكفاهم، وماء متوفر يشربونه في حصونهم، وما أرى لأحد بهم من طاقة». كما أن المسلمين لم يسبق لهم من قبل خبرة في قتال أهل الحصون إلا ما كان من بني قريظة يوم حربهم.

## الغزوة

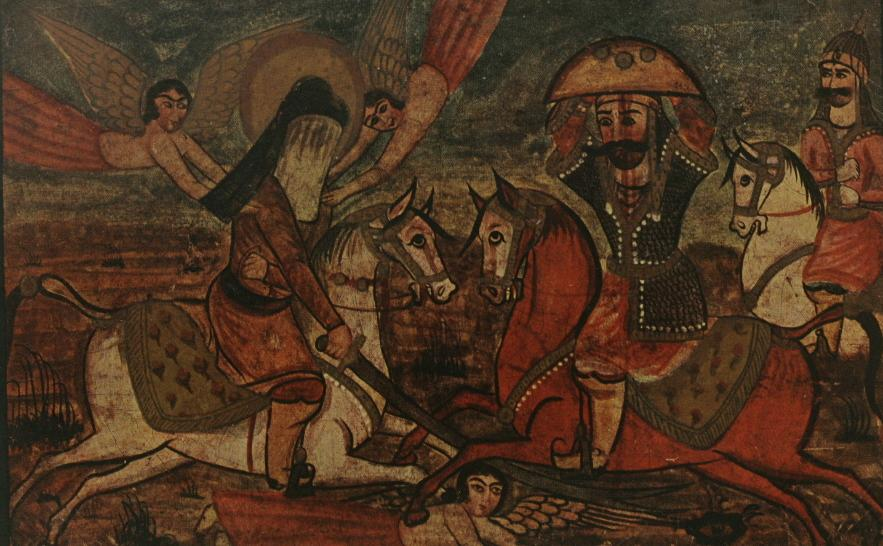
رسم توضيحي للمعركة

### بداية المسير
خرج محمد وأصحابه بروح إيمانية عالية، مخلصين لله موقنين بالنصر، مستبشرين بالغنيمة التي وعدهم الله إياها وهم في طريق عودتهم من الحديبية، في قوله تعالى: ﴿وَعَدَكُمُ اللَّهُ مَغَانِمَ كَثِيرَةً تَأْخُذُونَهَا فَعَجَّلَ لَكُمْ هَذِهِ وَكَفَّ أَيْدِيَ النَّاسِ عَنْكُمْ وَلِتَكُونَ آيَةً لِلْمُؤْمِنِينَ وَيَهْدِيَكُمْ صِرَاطًا مُسْتَقِيمًا ۝٢٠﴾
ولم يسمح النبي للمنافقين وضعفاء الإيمان الذين تخلفوا في الحديبية بالخروج معه، فلم يخرج معه إلا أصحاب الشجرة، تصديقًا لقوله تعالى: ﴿وَلِلَّهِ جُنُودُ السَّمَاوَاتِ وَالْأَرْضِ وَكَانَ اللَّهُ عَزِيزًا حَكِيمًا ۝٧ إِنَّا أَرْسَلْنَاكَ شَاهِدًا وَمُبَشِّرًا وَنَذِيرًا ۝٨ لِتُؤْمِنُوا بِاللَّهِ وَرَسُولِهِ وَتُعَزِّرُوهُ وَتُوَقِّرُوهُ وَتُسَبِّحُوهُ بُكْرَةً وَأَصِيلًا ۝٩﴾ قال الإمام القرطبي في تفسير هذه الآية: «يعني مغانم خيبر لأن الله عز وجل وعد أهل الحديبية فتح خيبر وأنها لهم خاصة، من غاب منهم ومن حضر».
وثارت الحمية في قلوب المسلمين لقتال عدوهم، لم يفتّ في عضد المسلمين كثرتهم وقوتهم؛ إذ كانت يهود خيبر لا يظنون أن رسول الله يغزوهم لمنعتهم وحصونهم وسلاحهم وعددهم، كانوا يخرجون كل يوم عشرة آلاف مقاتل صفوفاً ثم يقولون: محمد يغزونا؟ هيهات، هيهات. ولم يثن من عزمهم مَنعة حصونهم، بل تحركوا إلى خيبر تملؤهم الثقة بالله، والاطمئنان إلى وعده بالنصر، وتدفعهم عقيدتهم الصافية وإخلاصهم لإعلاء كلمة الله، فانطلقوا مهللين مكبرين رافعين أصواتهم بذلك، حتى أمرهم رسول الله أن يرفقوا بأنفسهم، وقال لهم: «إنكم لا تدعون أصمّ ولا غائبًا إنكم تدعون سميعًا قريبًا وهو معكم».
وسار الجيش في طريقه إلى خيبر ونزل عامر بن الأكوع رضي الله عنه يحدو بالقوم يقول:
| غزوة خيبر | اللهـمَّ لولا أنـتَ ما اهتـدَينــا ولا تصــدقنــا ولا صـلَّيْنـــــا فاغفِــرْ فِــداءً لكَ ما أبقينــا وأَلقِيَـــن سكينـــةً عـليْنــــــا وثبـــتِ الأَقْــــدامَ إنْ لاَقَيْنـا إنَّــــا إذا صِيـــحَ بنـا أَبَيْنــا وبالصِّياحِ عَوَّلوُا علَينا | غزوة خيبر |

ونزل الجيش بقيادة النبي بواد يُقال له الرجيع، وكان بين اليهود وبني غطفان، وذلك ليحولوا بينهم وبين أن يمدوا أهل خيبر، وقد سمعوا بخروج النبي لخيبر، فجمعوا جموعهم، وخرجوا ليظاهروا اليهود، فلما ساروا مسافة، سمعوا خلفهم في أموالهم وأهليهم حسًا، فظنوا أن المسلمين قد خالفوا إليهم، فرجعوا على أعقابهم، وأقاموا في أهليهم وأموالهم، وخلوا بين الرسول وبين خيبر، وكفى الله المؤمنين مؤونة قتالهم.
ولما أشرف الجيش الإسلامي على خيبر، وقف النبي يدعو ربه ويستنصره، فقال: «اللهم رب السماوات السبع وما أظلَلْن، ورب الأرَضين السبع وما أقلَلْن، ورب الرياح وما ذرين، ورب الشياطين وما أضللن، نسألك خير هذه القرية وخير أهلها، ونعوذ بك من شرها وشر أهلها وشر ما فيها».
وقدم المسلمون خيبر، وروحهم المعنوية كأفضل ما يكون، سموًا وبذلًا وتضحيةً في سبيل الله وكان قدومهم ليلًا، "وكان النبي إذا أتى قومًا بليل، لم يُغِر بهم حتى يصبح، فلما أصبح خرجت اليهود بمساحيهم ومكاتِلِهم، فلما رأوه قالوا: محمد والله، محمد والخميس. فقال النبي: "خرِبَت خيبر، إنا إذا نزلنا بساحة قومٍ فساء صباح المنذَرين".
وقد حقق النبي بذلك عنصر مفاجأة اليهود، حين رأوا جحافل الجيش الإسلامي مرابطة أمام مدينتهم فأوقع ذلك الاضطراب بينهم، وارتدوا إلى حصونهم هاربين فزعين.

### الزحف نحو خيبر
حاصر المسلمون حصون خيبر متأهبين لقتال اليهود، وقد أخذوا أسلحتهم وأعدُّوا عدتهم لذلك، وأراد رسول الله أن يستثير همم أصحابه لمواجهة أعدائهم، وأن يحفز في نفوسهم البذل وحب الله ورسوله، فقال: «لأعطين هذه الراية غدًا رجلًا يفتح الله على يديه، يحب الله ورسوله ويحبه الله ورسوله».
وعند ابن إسحاق: «يحب الله ورسوله، يفتح الله على يديه، ليس بفرار».
فبيّن النبي لصحابته شرطين رئيسين للحصول على النصر بإذن الله وهما: حب الله تعالى ورسوله، والثبات في المعركة وعدم التولي في الزحف.
وتطلع الصحابة إلى نيل هذا الشرف، وتمناه كل واحد منهم، فقد روى الإمام البخاري في صحيحه: «فلما أصبح الناس غدوا على رسول الله كلهم يرجو أن يعطاها، فقال:» أين علي بن أبي طالب؟«فقيل: هو يا رسول الله يشتكي عينيه. قال:» فأرسلوا إليه«. فأُتي به فبصق رسول الله في عينيه ودعا له فبرأ».
ثم سلَّمه الراية، وأوصاه بدعوة اليهود إلى الإسلام قبل مداهمتهم وقتالهم، فالدعوة إلى الله ليست في حال السلم فقط، بل قد تكون والمسلم في قلب المعركة، فالمسلم داع إلى الله تعالى قبل أن يكون مقاتلًا، والدعوة إلى الله هي الأصل، والهداية خير من القتل فقال له محمد: "انفذ على رسلك حتى تنزل بساحتهم، ثم ادعهم إلى الإسلام، واخبرهم بما يجب عليهم من حق الله فيه، فوالله لأن يهدي الله بك رجلًا واحدًا خير لك من أن يكون لك حُمْر النعم".
والتقى الجمعان وأبدى المسلمون من ضروب الشجاعة والتضحية في سبيل الله ما أذهل اليهود، وجعلهم يستميتون في الدفاع عن أنفسهم وعن حصونهم.
وفتح الله على رسوله أول الحصون حصن ناعم، ثم فتح بعده حصن القَموص، ثم جعل النبي يفتح حصون خيبر واحدًا تلو الآخر، وكلما فتح حصنًا يهرب شراذم اليهود إلى الحصن الذي يليه، حتى انتهى إلى آخر حصونهم: الوَطِيح والسُلاَلم، فحاصرهم حصارًا شديدًا، حتى إذا أيقنوا بالهلكة ورأوا أن الدائرة عليهم، سألوا النبي أن يحقن دماءهم وأن يسيِّرهم ففعل.
ثم سألوه أن يبقيهم على زراعة أرض خيبر مقابل نصف ما يخرج من ثمارها فأعطاهم ذلك، على أن يخرجهم متى شاء، وكان النبي قد حاز الأموال كلها: الشِّق ونَطَاة والكَتِيَبة وجميع حصونهم.
وقد جرت أثناء القتال مبارزات عديدة، أظهر فيها المسلمون شجاعةً وإقدامًا عظيمين، وكان النصر فيها حليف المسلمين، ورأى اليهود منهم ما زلزلهم وقذف الوهن في قلوبهم.

### قبل المعركة
وصل الصحابة إلى خيبر، وبدأ الرسول يدرس الموقف، فمن أيِّ الحصون يدخل خيبر؟ فخيبر عبارة عن منطقة ذات حصون كثيرة، وفيها الحصون الكبيرة والحصون الصغيرة، والحصون الكبيرة ثمانية حصون رئيسية؛ فخمسة من هذه الحصون في منطقة، وثلاثة في منطقة أخرى، والخمسة حصون الأولى هي خط الدفاع الاستراتيجي الأول لليهود، وتنقسم إلى: ثلاثة في منطقة تسمى النَّطَاة، واثنين في منطقة تسمى الشَّق، أما حصون النطاة فكانوا بالترتيب الآتي: ناعم، ثم الصعب بن معاذ، ثم قلعة الزبير. وكان حصن ناعم من الحصون القوية في خيبر، واقترب الرسول من هذا الحصن، وأرسل علي بن أبي طالب ليدعوهم إلى الإسلام.
لم يستجب اليهود لدعوة المسلمين لهم بالدخول في الإسلام، وأصروا على القتال، بل أخرجوا أحد قادتهم الكبار ليحارب المسلمين، وكانت عادة الحروب القديمة أن يبدأ القتال بمبارزة بين فارسين من كلا الجيشين، والمنتصر في هذه المبارزة يُعطي دفعة معنوية كبيرة لفريقه إن انتصر في هذه اللحظات الأولى من القتال؛ أخرج اليهود أحد أبطالهم، وكان من أشد الفرسان في تاريخ العرب بصفة عامَّة، وهذا الرجل كان اسمه مَرْحَبًا، وكان رجلاً عملاقًا ضخم الجثة، وخرج للقتال وطلب المبارزة، فخرج له عامر بن الأكوع، وسَرْعان ما دارت المبارزة بين الاثنين، وضرب عامر بن الأكوع مَرْحبًا اليهوديّ ضربة كبيرة، ولكن الضربة طاشت ولم تصل إلى مَرْحَب، وأكملت الطريق إلى رُكبة عامر فَقُتل بسيفه، فاستشهد، فقال الصحابة: قد قتل نفسه. وتأثر الصحابة بهذا الموقف، بل وصل الأمر إلى أن بعض الصحابة قالوا: حبط عمله. وكأنه قتل نفسه بإرادته.
ولكن الرسول علق بعد ذلك على هذه الحادثة، وأثنى على عامر بن الأكوع، وقال : «إِنَّ لَهُ لَأَجْرَيْنِ»، وجمع بين إصبعيه، ثم قال: «إِنَّهُ لَجَاهِدٌ مُجَاهِدٌ، قَلَّ عَرَبِيٌّ مَشَى بِهَا مِثْلُهُ»؛ يعني نادرًا من العرب الذي مشى في أرض المعركة مثل عامر بن الأكوع.
ولكن ما حدث كان في الحقيقة أزمة، وحدث نوع من الهزَّة عند المسلمين، وارتفعت الروح المعنوية عند اليهود، ووقف مَرْحَب القائد اليهودي يطلب القتال من جديد بعد أن ارتفعت معنوياته في هذه اللحظات الأولى من القتال، فخرج له البطل الإسلامي علي بن أبي طالب حاملًا راية المسلمين في غزوة خيبر، ودار بينهما قتال شديد عنيف، ثم مَنَّ الله على علي بن أبي طالب بالنصر، كما تنبأ بذلك الرسول، وقتل علي بن أبي طالب مَرْحبًا، وكان قتله إشارة كبيرة إلى أن النصر سيكون للمسلمين إن شاء الله؛ لأن هذا الرجل كان أقوى رجلٍ في اليهود، وكان اليهود لا يتخيلون أبدًا أن يقتله أحدٌ من المسلمين. وخرج أخو مرحب -وكان اسمه ياسرًا وكان يريد الثأر لأخيه، وكان من عمالقة اليهود أيضًا- يطلب القتال، فخرج له الزبير بن العوام، واستطاع الزبير بن العوام أن يقتل ياسرًا أخا مَرْحب، وكان ذلك بداية الانتصار للمسلمين.

### احتدام القتال
احتدم اللقاء بين الصحابة وبين اليهود، فهذا اللقاء لم يكن ساعة أو ساعتين، ولكنه استمر عِدَّةَ أيام متصلة، وهذا غريب في عُرْف القتال؛ فكما رأينا قبل ذلك في بدر وفي أُحد وفي غيرها كان اللقاء يومًا واحدًا، ولكن في هذا اللقاء الشديد دارت المعركة أكثر من يوم حتى تسلل اليهود من حصن ناعم وتركوه فارغًا للمسلمين، وكان هذا التسلل ليلاً، وانتقلوا إلى الحصن الذي وراءه، وتحصنوا في حصن الصعب بن معاذ، واحتل المسلمون حصن ناعم، وكان هذا إضافةً كبيرة للجيش الإسلامي في غزوة خيبر. وتوجه الرسول إلى حصن الصعب، وحاصر الحصن حصارًا شديدًا، وكان حصن الصعب بن معاذ أشد خطورةً وصعوبة من حصن ناعم، وأحكم المسلمون الحصار على حصن الصعب بن معاذ.
ومع أن الحصار كان شديدًا، ومع أن فتنة الحرب كانت كبيرة، إلا أن الله أراد أن يبتلي المؤمنين، فأوقعهم في أمر صعب إلى جوار صعوبة الحرب، وهو أمر الجوع؛ إذْ دخل المسلمون في جوع شديد جدًّا لدرجة أن الصحابة قالوا: لقد جهدنا وما بأيدينا من شيء؛ فأصبح الموقف حرجًا للغاية.
وعندما ازداد الجوع على المسلمين، قام بعض رجال الجيش الإسلامي بذبح بعض الحمير للأكل. والحقيقة أن العرب كانت تأكل الحمير في ظروف معينة، ولم يكن الأمر محرمًا على المسلمين في ذلك الوقت، ونصبوا القدور، ولم يكن هذا بعلم الرسول، ولما رأى الرسول النيران مشتعلة قال: «عَلَى أَيِّ شَيْءٍ تُوقِدُونَ؟».
فهو يعلم أنه ليس مع الجيش لحم يطبخ، ولا شيء يوقد عليه نار، فقالوا: يا رسول الله، نوقد هذه النيران على لحم. فقال: «أَيُّ لَحْمٍ؟» فقالوا: لحوم الحُمُر. يعني لحوم الحمر التي تُستخدم في النقل، وهذه الحمير لم تكن محرَّمة على المسلمين حتى هذه اللحظة، ولكن الرسول في هذا الموقف الصعب قام ونَهَى عن أكل لحوم الحُمُر الأهليَّة، وقال: «لاَ تَأْكُلُوا مِنْ لُحُومِ الْحُمُرِ شَيْئًا وَأَهْرِقُوهَا».
وإنه لموقف صعب حقًّا، فالصحابة في ضائقةٍ وجوع شديد، وبدأت اللحوم تنضج ورائحة اللحوم بدأت تظهر، والصحابة متشوِّقون للأكل، ثم أتى النهي من عند رسول الله. وهذا النهي لا ينصاع له إلا مؤمن كامل الإيمان، وبفضل الله فإن جميع الجيش -بلا استثناء- قد نجح في هذا الاختبار، ولم يأكل أحد من هذه اللحوم، بل إن الرسول لم يكتفِ بتحريم الأكل من لحوم الحُمُر الإنسيَّة، وإنما قال: «أَهْرِيقُوهَا واكْسِرُوهَا»؛ ليختفي كل أثر لهذه اللحوم، فسأل بعض الصحابة: أَوْ نُهَرِيقُهَا وَنَغْسِلُهَا؟ يعني بدل الكسر نغسل القدور، فقال : «أَوْ ذَاكَ».
في ظل هذه الأزمة الكبيرة وبعد استجابة الصحابة لأمر الرسول، لجأ المسلمون لجوءًا كاملاً إلى الله، وهذا من أبلغ الفوائد في الأزمات، لجوء المسلمين الصادقين إلى الله؛ ليفتح لهم أبواب الرحمة. ووقف المسلمون يدعون مع الرسول، هو يدعو وهم يؤمِّنون، فقال: «اللَّهُمَّ إِنَّكَ قَدْ عَرَفْتَ حَالَهُمْ وَأَنْ لَيْسَتْ بِهِمْ قُوَّةٌ، وَأَنْ لَيْسَ بِيَدِي شَيْءٌ أُعْطِيهِمْ إِيَّاهُ، فَافْتَحْ عَلَيْهِمْ أَعْظَمَ حُصُونِهَا عَنْهُمْ غَنَاءً، وَأَكْثَرَهَا طَعَامًا وَوَدَكًا».

#### سقوط حصن الصعب وقلعة الزبير
وبفضل لجوء المسلمين إلى الله، جاء النصر من السماء؛ ففي اليوم التالي فتح الله عليهم حصن الصعب بن معاذ، وهذا من أغنى حصون خيبر بالطعام والشراب، وما لذَّ من ألوان الطعام المختلفة، ووجدوا فيه الطعام والوَدَك كما دعا رسول الله، وأكل الناس وشبعوا واستكملوا الحرب، ثم انتقلوا بعد ذلك إلى حصن قلعة الزبير، وهو الحصن الثالث في المنطقة؛ وحصن قلعة الزبير من أمنع الحصون أيضًا في هذه المنطقة، وكما يقول الرواة: لا تقدر عليه الخيل والرجال؛ لأنه فوق قمة جبل ومن الصعب الوصول إليه.
وفرض الرسول عليه الحصار، وظل الحصار ثلاثة أيام، ثم ألقى الله الرعب في قلب رجل من اليهود فأتى وتسلل من الحصن، وجاء إلى الرسول وطلب الأمان، وقال له: يا أبا القاسم، إنك لو أقمت شهرًا تحاصرهم ما بالوا بك، إن لهم شرابًا وعيونًا تحت الأرض، يخرجون بالليل ويشربون منها، ثم يرجعون إلى قلعتهم دون أن يشعر المسلمون بهم. وقال اليهودي: فإن قطعت مشربهم عليهم خرجوا لك؛ لأنهم لا يستطيعون أن يعيشوا من غير ماء. فوصل الرسول إلى هذه المياه وقطعها عن اليهود، فخرجوا إليه وقاتلوا قتالاً شديدًا، واستمر القتال حتى انتصر المسلمون وافتتحت قلعة الزبير، وكان القتال في منتهى الضراوة.

#### فتح قلعة أبي
وبعد فتح قلعة الزبير انتقل اليهود إلى قلعة أبي وتحصنوا فيه، وفرض المسلمون عليهم الحصار، وقام بطلان من اليهود واحد بعد الآخر بطلب المبارزة، وقد قتلهما أبطال المسلمين، وكان الذي قتل المبارز الثاني هو البطل المشهور أبو دُجَانة سِمَاك بن خَرَشَة الأنصاري صاحب العصابة الحمراء. وقد أسرع أبو دجانة بعد قتله إلى اقتحام القلعة، واقتحم معه الجيش الإسلامي، وجري قتال مرير ساعة داخل الحصن، ثم تسلل اليهود من القلعة، وتحولوا إلى حصن النزار آخر حصن في الشطر الأول.

#### فتح حصن النَّزَار
كان هذا الحصن أمنع حصون هذا الشطر، وكان اليهود على شبه اليقين بأن المسلمين لا يستطيعون اقتحام هذه القلعة، وإن بذلوا قصاري جهدهم في هذا السبيل، ولذلك أقاموا في هذه القلعة مع الذراري والنساء، بينما كانوا قد أخلوا منها القلاع الأربعة السابقة.
وفرض المسلمون على هذا الحصن أشد الحصار، وصاروا يضغطون عليهم بعنف، ولكون الحصن يقع على جبل مرتفع منيع لم يكونوا يجدون سبيلا للاقتحام فيه. أما اليهود فلم يجترئوا للخروج من الحصن، وللاشتباك مع قوات المسلمين، ولكنهم قاوموا المسلمين مقاومة عنيدة برشق النبال، وبإلقاء الحجارة.
وعندما استعصى حصن النزار على قوات المسلمين، أمر النبي بنصب آلات المنجنيق، ويبدو أن المسلمين قذفوا به القذائف، فأوقعوا الخلل في جدران الحصن، واقتحموه، ودار قتال مرير في داخل الحصن انهزم أمامه اليهود هزيمة منكرة، وذلك لأنهم لم يتمكنوا من التسلل من هذا الحصن كما تسللوا من الحصون الأخرى، بل فروا من هذا الحصن تاركين للمسلمين نساءهم وذراريهم.
وبعد فتح هذا الحصن المنيع تم فتح الشطر الأول من خيبر، وهي ناحية النَّطَاة والشَّقِّ، وكانت في هذه الناحية حصون صغيرة أخرى إلا أن اليهود بمجرد فتح هذا الحصن المنيع أخلوا هذه الحصون، وهربوا إلى الشطر الثاني من بلدة خيبر.

#### فتح الشطر الثاني من خيبر
ولما أتم رسول الله فتح ناحية النطاة والشق، تحول إلى أهل الكتيبة التي بها حصن القَمُوص: حصن بني أبي الحُقَيْق من بني النضير، وحصن الوَطِيح والسُّلالم، وجاءهم كل فَلِّ كان انهزم من النطاة والشق، وتحصن هؤلاء أشد التحصن.
واختلف أهل المغازي هل جري هناك قتال في أي حصن من حصونها الثلاثة أم لا؟ فسياق ابن إسحاق صريح في جريان القتال لفتح حصن القموص، بل يؤخذ من سياقه أن هذا الحصن تم فتحه بالقتال فقط من غير أن يجري هناك مفاوضة للاستسلام.
أما الواقدي، فيصرح تمام التصريح أن قلاع هذا الشطر الثلاث إنما أخذت بعد المفاوضة، ويمكن أن تكون المفاوضة قد جرت لاستلام حصن القموص بعد إدارة القتال، وأما الحصنان الآخران فقد سلما إلى المسلمين دونما قتال.
ومهما كان، فلما أتي محمد إلى هذه الناحية ـ الكتيبة ـ فرض على أهلها أشد الحصار، ودام الحصار أربعة عشر يومًا، واليهود لا يخرجون من حصونهم، حتى همّ محمد أن ينصب عليهم المنجنيق، فلما أيقنوا بالهلكة سألوا محمد الصلح.

#### المفاوضة
وأرسل ابن أبي الحُقَيْق إلى محمد: أنزل فأكلمك؟ قال: (نعم)، فنزل، وصالح على حقن دماء مَنْ في حصونهم من المقاتلة، وترك الذرية لهم، ويخرجون من خيبر وأرضها بذراريهم، ويخلون بين محمد وبين ما كان لهم من مال وأرض، وعلى الصفراء والبيضاء ـ أي الذهب والفضة ـ والكُرَاع والْحَلْقَة إلا ثوبًا على ظهر إنسان، فقال محمد: «وبرئت منكم ذمة الله وذمة رسوله إن كتمتموني شيئًا»، فصالحوه على ذلك، وبعد هذه المصالحة تم تسليم الحصون إلى المسلمين، وبذلك تم فتح خيبر.

##### قتل ابني أبي الحقيق لنقض العهد
وعلى رغم هذه المعاهدة غيب ابنا أبي الحقيق مالًا كثيرا، غيبا مَسْكًا فيه مال وحُلُي لحيي بن أخطب، كان احتمله معه إلى خيبر حين أجليت النضير.
قال ابن إسحاق: وأتي محمد بكِنَانة الربيع، وكان عنده كنز بني النضير، فسأله عنه، فجحد أن يكون يعرف مكانه، فأتي رجل من اليهود فقال: إني رأيت كنانة يطيف بهذه الخربة كل غداة، فقال محمد لكنانة: (أرأيت إن وجدناه عندك أأقتلك؟) قال: نعم، فأمر بالخربة، فحفرت، فأخرج منها بعض كنزهم، ثم سأله عما بقي، فأبي أن يؤديه. فدفعه إلى الزبير، وقال: عذبه حتى نستأصل ما عنده، فكان الزبير يقدح بزند في صدره حتى أشرف على نفسه، ثم دفعه محمد إلى محمد بن مسلمة، فضرب عنقه بمحمود بن مسلمة ـ وكان محمود قتل تحت جدار حصن ناعم، ألقي عليه الرحي، وهو يستظل بالجدار فمات ـ. وذكر ابن القيم أن محمد أمر بقتل ابني أبي الحقيق، وكان الذي اعترف عليهما بإخفاء المال هو ابن عم كنانة. وسبي محمد صفية بنت حيي بن أخطب، وكانت تحت كنانة بن أبي الحقيق، وكانت عروسًا حديثة عهد بالدخول.

### معجزات النبي
إن في هذه الغزوة حادثتين، كل منهما ثابت بالحديث الصحيح تعدان من الخوارق العظيمة التي أيّد الله بها رسوله: أولاهما: أنه بصق في عين علي بن أبي طالب وقد كان يشتكى منها فبرأت في الوقت نفسه حتى كأن لم يكن به وجع؛ الثانية: ما أوحى الله إليه من أمر الشاة المسمومة عندما أراد الأكل منها، ولأمر ما سبق قضاء الله تعالى فابتلع بشر ابن البراء لقمته قبل أن ينطق محمد بأنها مسمومة فكان قضاؤه في ذلك، ولعل في ذلك مزيداً من بيان ما اختص الله تعالى به نبيه من الحفظ والعصمة من أيدي الناس وكيدهم تنفيذاً لوعده جل جلاله: «والله يعصمك من الناس».

## قسمة الغنائم
وأراد محمد أن يجلي اليهود من خيبر، فقالوا: يا محمد، دعنا نكون في هذه الأرض، نصلحها، ونقوم عليها، فنحن أعلم بها منكم، ولم يكن لمحمد ولا لأصحابه غلمان يقومون عليها، وكانوا لا يفرغون حتى يقوموا عليها، فأعطاهم خيبر على أن لهم الشطر من كل زرع، ومن كل ثمر، ما بدا لمحمد أن يقرهم، وكان عبد الله بن رواحة يخرصه عليهم.
وقسم أرض خيبر على ستة وثلاثين سهمًا، جمع كل سهم مائة سهم، فكانت ثلاثة آلاف وستمائة سهم، فكان لمحمد والمسلمين النصف من ذلك وهو ألف وثمانمائة سهم، للنبي سهم كسهم أحد المسلمين، وعزل النصف الآخر، وهو ألف وثمانمائة سهم، لنوائبه وما يتنزل به من أمور المسلمين، وإنما قسمت على ألف وثمانمائة سهم لأنها كانت طعمة من الله لأهل الحديبية من شهد منهم ومن غاب، وكانوا ألفا وأربعمائة، وكان معهم مائتا فرس، لكل فرس سهمان، فقسمت على ألف وثمانمائة سهم، فصار للفارس ثلاثة أسهم، وللراجل سهم واحد.
ويدل على كثرة مغانم خيبر ما رواه البخاري عن ابن عمر قال: ما شبعنا حتى فتحنا خيبر، وما رواه عن عائشة قالت: لما فتحت خيبر قلنا: الآن نشبع من التمر، ولما رجع النبي إلى المدينة رد المهاجرون إلى الأنصار منائحهم التي كانوا منحوهم إياها من النخيل حين صار لهم بخيبر مال ونخيل.

## الزواج بصفية
في العام السابع للهجرة ، وفي غزوة خيبر ، فتح المسلمون حصن بني أبي الحقيق ، وكانت صفية ـ رضي الله عنها ـ قبل إسلامها في سبي اليهود، بعد أن قُتل زوجها كِنَانة بن أبي الحقيق، ولما جمع السبي جاء دحية بن خليفة الكلبي، فقال: يا نبي الله، أعطني جارية من السبي، فقال: اذهب فخذ جارية، فأخذ صفية بنت حيي، فجاء رجل إلى النبي فقال: يا نبي الله، أعطيت دحية صفية بنت حيي سيدة قريظة وبني النضير، لا تصلح إلا لك، قال: «ادعوه بها». فجاء بها، فلما نظر إليها النبي قال: "خذ جارية من السبي غيرها)، وعرض عليها النبي الإسلام فأسلمت، فأعتقها وتزوجها، وجعل عتقها صداقها"، حتى إذا كان بسد الصهباء راجعًا إلى المدينة حلت، فجهزتها له أم سليم، فأهدتها له من الليل، فأصبح عروسًا بها، وأولم عليها بحيس من التمر والسمن والسَّوِيق، وأقام عليها ثلاثة أيام في الطريق يبني بها.
ورأى بوجهها خضرة، فقال: «ما هذا؟» قالت: يا رسول الله، رأيت قبل قدومك علينا كأن القمر زال من مكانه، وسقط في حجري، ولا والله ما أذكر من شأنك شيئا، فقصصتها على زوجي، فلطم وجهي. فقال: تمنين هذا الملك الذي بالمدينة. ولم يخرج النبي من خيبر حتى طهرت صفية من حيضها، فحملها وراءه فلما صار إلى منزل على ستة أميال من خيبر مال يريد أن يعرس بها، فأبت عليه، فوجد في نفسه، فلما كان بالصهباء نزل بها هناك فمشطتها أم سليم، وعطرتها، وزفتها إلى النبي وبنى بها، فسألها: «ما حملك على الامتناع من النزول أولا» فقالت: خشيت عليك من قرب اليهود، فعظمت في نفسه، ومكث محمد بالصهباء ثلاثة أيام، وأولم عليها ودعا المسلمين، وما كان فيها من لحم وإنما التمر والأقط والسمن، فقال المسلمون: إحدى أمهات المؤمنين أو ما ملكت يمينه، فلما ارتحل وطأ له خلفه ومد عليها الحجاب، فأيقنوا أنها إحدى أمهات المؤمنين.

## قتلى الفريقين في معارك خيبر
وجملة من استشهد من المسلمين في معارك خيبر ستة عشر رجلاً، أربعة من قريش وواحد من أشْجَع، وواحد من أسْلَم، وواحد من أهل خيبر والباقون من الأنصار.
ويقال: إن شهداء المسلمين في هذه المعارك 81 رجلاً.
وذكر العلامة المنصورفوري 91 رجلاً، ثم قال: إني وجدت بعد التفحص 32 اسمًا، واحد منها في الطبري فقط، وواحد عند الواقدي فقط، وواحد مات لأجل أكل الشاة المسمومة، وواحد اختلفوا هل قتل في بدر أو خيبر، والصحيح أنه قتل في بدر، أما قتلي اليهود فعددهم ثلاثة وتسعون قتيلاً.

## وادي القُرَي
ولما فرغ محمد من خيبر، انصرف إلى وادي القري، وكان بها جماعة من اليهود، وانضاف إليهم جماعة من العرب.
فلما نزلوا استقبلتهم اليهود بالرمي، وهم على تعبئة، فقتل مِدْعَم ـ عَبْدٌ لمحمد ـ فقال الناس: هنيئا له الجنة، فقال النبي ﷺ: («كلا، والذي نفسي بيده، إن الشَّمْلَة التي أخذها يوم خيبر من المغانم، لم تصبها المقاسم، لتشتعل عليه نارًا»، فلما سمع بذلك الناس جاء رجل إلى النبي بشِرَاك أو شراكين، فقال النبي: «شراك من نار أو شراكان من نار».
ثم عَبَّأ النبي أصحابه للقتال، وصَفَّهم، ودفع لواءه إلى سعد بن عبادة، وراية إلى الحُبَاب بن المنذر، وراية إلى سهل بن حُنَيْف، وراية إلى عباد بن بشر، ثم دعاهم إلى الإسلام فأبوا، وبرز رجل منهم، فبرز إليه الزبير بن العوام فقتله، ثم برز آخر فقتله، ثم برز آخر فبرز إليه علي بن أبي طالب رضي الله عنه فقتله، حتى قتل منهم أحد عشر رجلاً، كلما قتل منهم رجل دعا من بقي إلى الإسلام.
وكانت الصلاة تحضر هذا اليوم، فيصلي بأصحابه، ثم يعود، فيدعوهم إلى الإسلام وإلى الله ورسوله، فقاتلهم حتى أمسوا، وغدا عليهم فلم ترتفع الشمس قيد رمح حتى أعطوا ما بأيديهم، وفتحها عنوة، وغَنَّمَهُ اللهُ أموالهم، وأصابوا أثاثا ومتاعًا كثيرًا.
وأقام محمد بوادي القري أربعة أيام. وقسم على أصحابه ما أصاب بها، وترك الأرض والنخل بأيدي اليهود، وعاملهم عليها ـ كما عامل أهل خيبر.

## تَيْمَـــاء
ولما بلغ يهود تيماء خبر استسلام أهل خيبر ثم فَدَك ووادي القُرَي، لم يبدوا أي مقاومة ضد المسلمين، بل بعثوا من تلقاء أنفسهم يعرضون الصلح، فقبل ذلك منهم محمد، وأقاموا بأموالهم. وكتب لهم بذلك كتابًا وهاك نصه: «هذا كتاب محمد رسول الله لبني عاديا، أن لهم الذمة، وعليهم الجزية، ولا عداء ولا جلاء، الليل مد، والنهار شد.» 

## العودة إلى المدينة
ثم أخذ محمد في العودة إلى المدينة، وفي الطريق أشرف الناس على واد فرفعوا أصواتهم بالتكبير: «الله أكبر، الله أكبر، لا إله إلا الله» فقال محمد: «أربعوا على أنفسكم، إنكم لا تدعون أصَمَّ ولا غائبا، إنكم تدعون سميعًا قريبًا».
وفي مرجعه ذلك سار النبي ليلة، ثم نام في آخر الليل ببعض الطريق، وقال لبلال: «اكلأ لنا الليل»، فغلبت بلالاً عيناه، وهو مستند إلى راحلته، فلم يستيقظ أحد، حتى ضربتهم الشمس، وأول من استيقظ بعد ذلك النبي، ثم خرج من ذلك الوادي، وتقدم، ثم صلي الفجر بالناس، وقيل: إن هذه القصة في غير هذا السفر.
وبعد النظر في تفصيل معارك خيبر، يبدو أن رجوع النبي كان في أواخر صفر أو في ربيع الأول سنة 7 هـ.

## مواقف حدثت أثناء الغزوة

### الإخلاص في الجهاد
جاء رجل من الأعراب إلى النبي، فآمن به، واتبعه، فقال: أهاجر معك؟ فأوصى به بعض أصحابه، فلما كانت غزوة خيبر، غنم رسول الله شيئًا فقسمه، وقسم للأعرابي فأعطى أصحابه ما قسم له، وكان يرعى ظهرهم، فلما جاء دفعوه إليه، فقال: ما هذا؟ قالوا: قسم قسمه لك رسول الله فأخذه فجاء به للنبي فقال: ما هذا يا رسول الله؟ قال: «قسم قسمته لك» قال: ما على هذا اتبعتك، ولكن اتبعتك على أن أرمي هاهنا، وأشار إلى حلقه، بسهم، فأموت فأدخل الجنة، فقال: إن تصدق الله يصدقك، ثم نهض إلى قتال العدو، فأُتي به إلى النبي، وهو مقتول، فقال: «أهو هو؟» قالوا: نعم. قال: «صدق الله فصدقه». فكفنه النبي في جبته، ثم قدمه، فصلى عليه، وكان من دعائه له: «اللهم هذا عبدك خرج مهاجرًا في سبيلك، قُتل شهيدًا، وأنا عليه شهيد».

### نال الجنة بلا سجدة
جاء عبد أسود حبشي من أهل خيبر، كان في غنم لسيده، فلما رأى أهل خيبر قد أخذوا السلاح، سألهم: ما تريدون؟ قالوا: نقاتل هذا الذي يزعم أنه نبي، فوقع في نفسه ذكر النبي، فأقبل بغنمه إلى رسول الله فقال: ماذا تقول؟ وما تدعو إليه؟ قال: «أدعو إلى الإسلام، وأن تشهد أن لا إله إلا الله وأني رسول الله، وألا تعبد إلا الله» قال العبد: فما لي إن شهدت وآمنت بالله عز وجل، قال: «لك الجنة إن مت على ذلك».
فأسلم ثم قال: يا نبي الله، إن هذه الغنم عندي أمانة، فقال رسول الله: «أخرجها من عندك وارمها بـ (الحصباء) فإن الله سيؤدي عنك أمانتك» ففعل فرجعت الغنم إلى سيدها، فعلم اليهودي أن غلامه قد أسلم، فقام رسول الله في الناس، فوعظهم وحضهم على الجهاد، فلما التقى المسلمون واليهود قتل فيمن قتل العبد الأسود واحتمله المسلمون إلى معسكرهم فأدخل في الفسطاط فزعموا أن رسول الله اطلع في الفسطاط، ثم أقبل على أصحابه، وقال: «لقد أكرم الله هذا العبد، وساقه إلى خيبر، ولقد رأيت عند رأسه اثنتين من الحور العين، ولم يصل لله سجدة قط».

### تحريم أكل لحوم الحمر الإنسية
عن ابن عمر رضي الله عنهما: أن رسول الله نهى يوم خيبر عن لحوم الحمر الأهلية. وصح عنه تعليل التحريم بأنها رجس وهذا مقدم على قول من قال من الصحابة إنما حرمها لأنها كانت ظهر القوم وحمولتهم فلما قيل له فني الظهر وأكلت الحمر حرمها وعلى قول من قال إنما حرمها لأنها لم تخمس وعلى قول من قال إنما حرمها لأنها كانت حول القرية وكانت تأكل العذرة وكل هذا في «الصحيح» لكن قول رسول الله إنها رجس مقدم على هذا كله لأنه من ظن الراوي وقوله بخلاف التعليل بكونها رجسًا.
﴿قُلْ لَا أَجِدُ فِي مَا أُوحِيَ إِلَيَّ مُحَرَّمًا عَلَى طَاعِمٍ يَطْعَمُهُ إِلَّا أَنْ يَكُونَ مَيْتَةً أَوْ دَمًا مَسْفُوحًا أَوْ لَحْمَ خِنْزِيرٍ فَإِنَّهُ رِجْسٌ أَوْ فِسْقًا أُهِلَّ لِغَيْرِ اللَّهِ بِهِ فَمَنِ اضْطُرَّ غَيْرَ بَاغٍ وَلَا عَادٍ فَإِنَّ رَبَّكَ غَفُورٌ رَحِيمٌ ۝١٤٥﴾.

### حل أكل لحوم الخيل
عن جابر بن عبد الله  قال: نهى رسول الله يوم خيبر عن أكل لحوم الحمر، ورخص في الخيل.

### حرمة وطء السبايا غير الحوامل قبل استبراء الرحم
ومن دروس هذه الغزوة قوله: «من كان يؤمن بالله واليوم الآخر، فلا يقع على امرأة من السبي حتى يستبرئها».
والاستبراء إنما يكون بأن تطهر من حيضة واحدة فقط، ولا تجب عليها العدة وإن كانت متزوجة من كافر سواء مات أو بقي حيًّا؛ لأن العدة وفاء الزوج الميت وحداد عليه، ولا يحد على الكافر كما علمت.

### مشاركة المرأة في غزوة خيبر
روت أمية بنت أبي الصلت عن امرأة من بني غفار قالت: أتيت رسول الله في نسوة من بني غفار فقلن: يا رسول الله قد أردنا أن نخرج معك إلى وجهك هذا -وهو السير إلى خيبر- فنداوي الجرحى ونعين المسلمين بما استطعنا، فقال: على بركة الله، قالت: فخرجنا معه، قالت: فوالله لنزل رسول الله إلى الصبح ونزلت عن حقيبة رحله، قالت: وإذا بها دم مني وكانت أول حيضة حضتها، قالت: فتقبضت إلى الناقة واستحييت، فلما رأى محمد ما بي ورأى الدم قال: «ما لك؟ لعلك نفست؟» قالت: قلت: نعم؟ قال: «فأصلحي من نفسك ثم خذي إناء من ماء فاطرحي فيه ملحًا ثم اغسلي ما أصاب الحقيبة من الدم، ثم عودي لمركبك» قالت: فلما فتح الله خيبر رضخ لنا من الفيء، وأخذ هذه القلادة التي ترين في عنقي فأعطانيها وعلقها بيده في عنقي، فوالله لا تفارقني أبدًا، وكانت في عنقها حتى ماتت، ثم أوصت أن تدفن معها، قالت: وكانت لا تطهر من حيضها، إلا جعلت في طهرها ملحًا، وأوصت به أن يجعل في غسلها حين ماتت.

### الشورى في غزوة خيبر
تقدم النبي محمد حتى اختار لمعسكره منزلاً، فأتاه حُبَاب بن المنذر، فقال: يا رسول الله، أرأيت هذا المنزل أنزلكه الله، أم هو الرأي في الحرب ؟ قال: «بل هو الرأي» فقال: يا رسول الله، إن هذا المنزل قريب جدًا من حصن نَطَاة، وجميع مقاتلي خيبر فيها، وهم يدرون أحوالنا، ونحن لا ندري أحوالهم، وسهامهم تصل إلينا، وسهامنا لا تصل إليهم، ولا نأمن من بياتهم، وأيضًا هذا بين النخلات، ومكان غائر، وأرض وخيمة، لو أمرت بمكان خال عن هذه المفاسد نتخذه معسكرًا، قال: «الرأي ما أشرت»، ثم تحول إلى مكان آخر.